# NBTI
NBTI（エヌビーティーアイ）とは、（英語: Negative Bias Temperature Instability : 負バイアス温度不安定性）の略で、P型半導体(PMOS)の劣化メカニズムのひとつ。古くはスロートラップ現象と呼ばれていた。1990年代はじめに観測された現象で、加工プロセスの微細化に伴い顕在化している。

## 概要
トランジスタのゲート電極に対し基板の電位が負の状態でチップの温度が上昇すると、P型トランジスタの閾値電圧(Vth)の絶対値が徐々に大きくなりトランジスタの特性(Ids , Vth)が変動する現象。負バイアスが印加されない状態では変動した特性が急速に回復するが、負バイアスが印加された状態では、トランジスタの動作にかかわらず素子劣化が進行する。ただし、負バイアスと正バイアスを交互に繰り返すAC動作では、正バイアス印加の際に負バイアスとは逆の反応が起き特性が回復する為、NBTI 寿命が向上する。NBTI劣化は、印加電圧を下げることで緩和される。
最終的には半導体素子の故障につながる。
pMOS(PMOS) トランジスタは、金属 - 半導体酸化膜 - 半導体の三層構造(MOS：Metal Oxide Semiconductor)になっている半導体素子のうち、正孔（ホール）が電流を運ぶタイプ。

## 劣化メカニズム
2013年時点では、メカニズムは解明されていない。しかし、Reaction Diffusion モデルが有力と考えられている。
1. PMOSのゲートに負バイアスを印加すると、Si基板表面に反転層が形成され、正孔が集まる。（エネルギーの高いホットホールが発生）
{\displaystyle {\ce {Si\equiv Si-{H}+hole<->Si\equiv Si-\cdot ++H}}}
2. 正孔との電気化学反応により、Si-H結合が破壊され水素原子が放出される。（水素は酸化膜中に拡散する）
{\displaystyle {\ce {H + H <-> H^2}}}
3. 水素原子が放出されたSi基板（Si-ゲート絶縁膜界面）に界面準位が形成され、pMOS FETの動作時には、正電荷を捕獲して正に帯電し絶縁膜中に生成した正の固定電荷と共にトランジスタの閾値電圧(Vth)の変動やドレイン電圧の低下を引き起こす。

製造プロセスにおいては、酸化膜厚に依存性が有ることが判明している。また、N H B などの不純物濃度やプロファイルと密接に関係し、窒素(N) を多く含むゲート絶縁膜(SiON , SiN)で劣化量が大きくなるとされている。

## 解決策
半導体の設計及び製造プロセスに起因している為、製造プロセスの変更、酸化膜厚の最適化、歪シリコンの採用など。